# Gel (mineral)
El gel és un mineral que pertany a la classe dels òxids

## Característiques
El gel és un òxid de fórmula química H₂O, que cristal·litza en el sistema hexagonal. La seva duresa a l'escala de Mohs és 1,5.
Segons la classificació de Nickel-Strunz, el gel pertany a «04.AA - Òxids amb relació Metall:Oxigen = 2:1 i 1:1, i Catió:Anió (M:O) = 2:1 (i 1,8:1)» juntament amb la paramelaconita i la cuprita.